# 1 WSzKzP SP ZOZ w Lublinie
1 WSzKzP SP ZOZ – lądowisko wyniesione przyszpitalne sanitarne (H629) w Lublinie, w województwie lubelskim, położone przy alei Racławickiej 23. Przeznaczone jest do wykonywania startów i lądowań śmigłowców sanitarnych i ratowniczych. Lądowisko Szpitala Wojskowego jest pierwszym w województwie lubelskim (i na chwile obecną jedynym) lądowiskiem wyniesionym, zlokalizowanym na dachu budynku (skrzydło północne "C"). Lądowisko przeznaczone do wykonywania operacji startów i lądowań zgodnie z przepisami dla lotów z widocznością VFR w dzień i w nocy dla śmigłowców o maksymalnej masie startowej statku powietrznego (MTOM) 6000 kg oraz maksymalnym wymiarze śmigłowca 15,0 m. Lądowisko użytkować można do maksymalnej prędkości wiatru czołowego i bocznego 17 węzłów (31,5 km/h).

Zarządzającym lądowiskiem jest 1. Wojskowy Szpital Kliniczny z Polikliniką SPZOZ w Lublinie. W roku 2020 zostało wpisane do ewidencji lądowisk Urzędu Lotnictwa Cywilnego pod numerem 475.

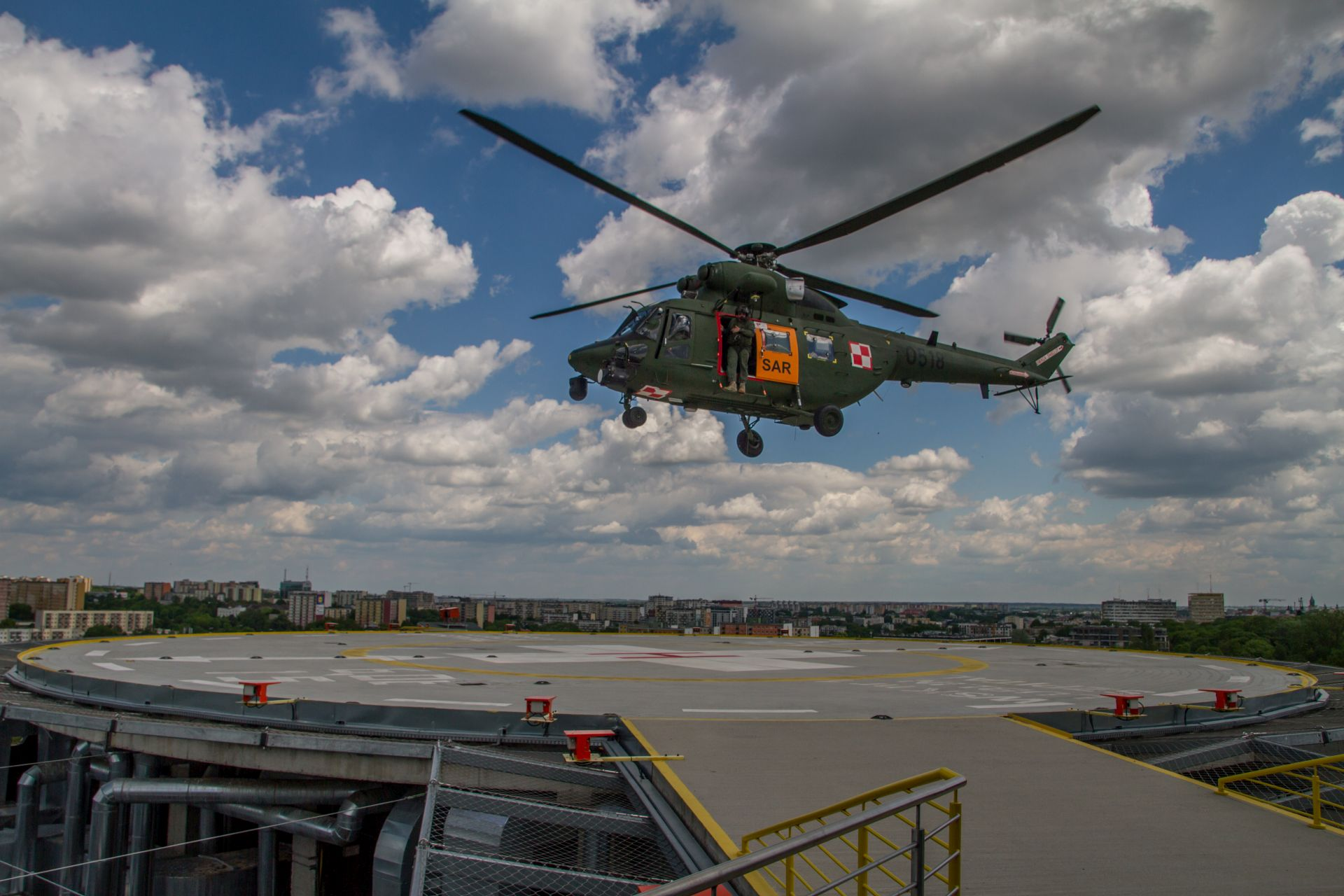
Próbne lądowanie śmigłowca Sokół na lądowisku wyniesionym 1 Wojskowego Szpitala Klinicznego z poliklinika SPZOZ w Lublinie